# Jonni Myyrä
Joonas (Jonni) Myyrä (Savitaipale, 13 juli 1892 – San Francisco, 22 januari 1955) was een Finse atleet, die was gespecialiseerd in het speerwerpen. Hij werd tweemaal olympisch kampioen en had het wereldrecord in handen in deze discipline.

## Biografie

### Eerste olympische optreden
Bij zijn olympisch debuut op de Olympische Spelen van 1912 in Stockholm werd Myyrä achtste. De Zweedse wereldrecordhouder Eric Lemming won deze wedstrijd en prolongeerde hiermee zijn olympische titel met een beste poging van 60,64 m.

### Wereldrecord en olympisch goud
Op 24 augustus 1919 verbeterde Jonni Myyrä in Stockholm het wereldrecord tot 66,10. Op de Olympische Spelen van 1920 in Antwerpen won hij een gouden medaille. Met een verbetering van het olympisch record tot 65,68 versloeg hij zijn landgenoten Urho Peltone (zilver; 63,605) en Paavo Johansson (brons; 63,096).

### Titel geprolongeerd
Vier jaar later op de Olympische Spelen van Parijs prolongeerde Myyrä deze titel. In 1925 overtrof hij bij een demonstratiewedstrijd zijn wereldrecord, dat overigens al eind 1924 door de Zweed Gunnar Lindström was verbeterd tot 66,62, met een worp van 68,55. Dit record werd echter niet erkend wegens het inofficiële karakter van de wedstrijd. Het zou zijn persoonlijk record zijn geweest.
Op de Olympische Spelen van 1928 in Amsterdam kwam hij niet meer uit voor Finland, omdat hij inmiddels wegens financiële problemen geëmigreerd was naar de Verenigde Staten. Hij keerde nimmer terug naar zijn geboorteland en overleed hij op 62-jarige leeftijd in San Francisco.

## Titels
- Olympisch kampioen speerwerpen - 1920, 1924

## Wereldrecord
| Afstand (m) | Datum            | Plaats    |
| ----------- | ---------------- | --------- |
| 66,10       | 24 augustus 1919 | Stockholm |

## Palmares

### speerwerpen
- 1912: 8e OS - 51,33 m
- 1920:  OS - 65,78 m
- 1924:  OS - 62,96 m

1908: Eric Lemming ·
1912: Eric Lemming ·
1920: Jonni Myyrä ·
1924: Jonni Myyrä ·
1928: Erik Lundqvist ·
1932: Matti Järvinen ·
1936: Gerhard Stöck ·
1948: Tapio Rautavaara ·
1952: Cyrus Young ·
1956: Egil Danielsen ·
1960: Viktor Tsyboelenko ·
1964: Pauli Nevala ·
1968: Jānis Lūsis ·
1972: Klaus Wolfermann ·
1976: Miklós Németh ·
1980: Dainis Kūla ·
1984: Arto Härkönen ·
1988: Tapio Korjus ·
1992: Jan Železný ·
1996: Jan Železný ·
2000: Jan Železný ·
2004: Andreas Thorkildsen ·
2008: Andreas Thorkildsen ·
2012: Keshorn Walcott ·
2016: Thomas Röhler ·
2020: Neeraj Chopra ·
2024: Arshad Nadeem
- Bibliothèque nationale de France: cb166295647 (data)
- International Standard Name Identifier: 0000 0004 5098 5303
- Virtual International Authority File: 316737884